# 罗京
罗京（1961年5月29日—2009年6月5日），四川省彭縣隆豐鎮人（今四川省彭州市丹景山镇），祖籍山东，生于北京市，中国电视新闻主播，中央电视台《新闻联播》播音員之一，央视新闻编辑部副科长。中共十七大代表。在2009年7月30日举行的罗京追思会上，获追授“播音主持界终身成就奖”和“中国德艺双馨电视艺术工作者”奖，2009年10月获追授中国播音主持“金话筒奖”。

## 生平
羅京高中就读于北京市酒仙桥第二中学（酒仙桥二中，现称朝阳区教育研究中心附属学校西校区）。1983年，羅京毕业于北京广播学院播音系，同年到中央电视台工作，同年8月起开始播报《新闻联播》。此后他先后担任《新闻联播》播音组副组长、新闻编辑部副科长，曾获国家语委“全国语音文学工作先进工作者”、人事部“杰出专业技术人才”、2005年度十佳播音员主持人。
2008年8月31日，罗京最后一次主持《新闻联播》。
2008年9月，媒体报道，罗京患了弥漫大B细胞淋巴瘤（非霍奇金氏淋巴瘤），正在接受化疗。
2009年6月5日，罗京于當日晨7时05分（一說6时40分）在中国人民解放军第三〇七医院去世，死因是化疗导致的并发症心臟衰竭。

## 悼念

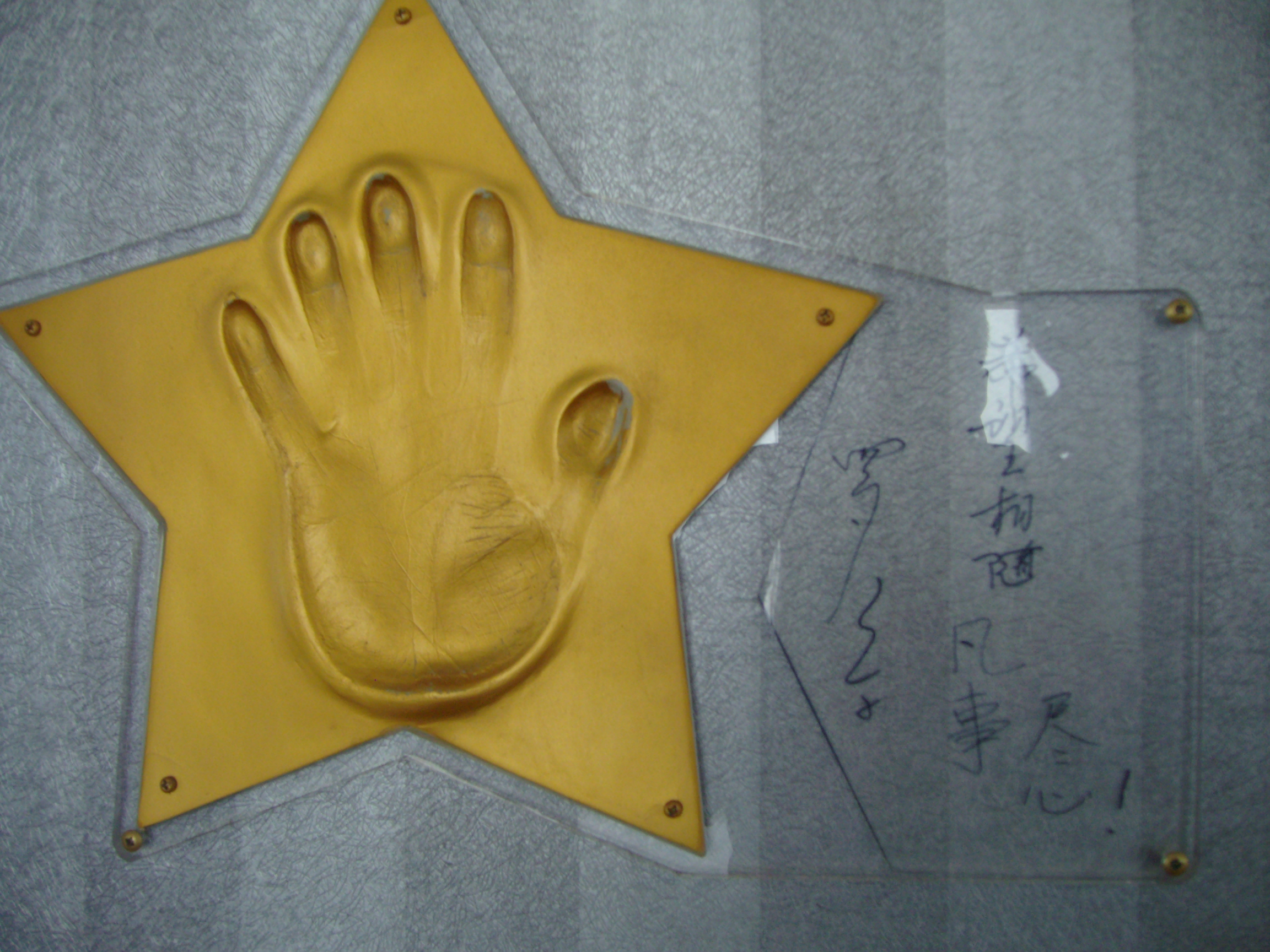
中央广播电视塔内留存的罗京手印与签名。

中共中央政治局常委李长春就罗京逝世向中央电视台发来唁电。唁电中说：“惊悉罗京同志不幸英年早逝，在此表示沉痛哀悼”。
罗京去世后，北京数千市民赶到307医院搭设的简易灵堂吊唁。中央电视台多位主持人、罗京生前好友悉数到场。罗京追悼会于2009年6月11日9时在北京市八宝山殡仪馆举行，罗京生前同事，近乎央视所有的名主播都有到场参加。数万群众自发来到八宝山，手捧鲜花和横幅，送别罗京。追悼会当晚《新闻联播》播出了罗京追悼会的报道，这也是央视《新闻联播》目前为止唯一一次用沉重的语气报道除党和国家领导人以外人士去世的新闻。
曾有一位河北省籍网友向央视网捐出罗京的相关域名luojing.com，域名會转至央视网悼念罗京专题页面。但央視已放棄此域名（目前已经转为待转让状态）。

## 家庭
罗京在家中排行老二，有一个哥哥。其妻刘继红是罗京的校友，他们于1988年登记结婚。
尽管罗京出生在北京，但他的父母都是地道四川人，因此他本人能说一口地道的四川话，并一直对外称自己是四川人。